# Stoner (roman)
Pour les articles homonymes, voir Stoner.
Stoner est un roman de John Williams, publié en 1965, et en français par les éditions le Dilettante en 2011. 
Stoner suit la vie de l'éponyme William Stoner, sa carrière sans distinction et sa politique en milieu de travail, son mariage avec sa femme, Edith, sa liaison avec sa collègue, Katherine, et son amour et sa poursuite de la littérature,.